# Marciano Vink
Marciano Carlos Alberto Vink (ur. 17 października 1970 w Paramaribo) – holenderski piłkarz grający na pozycji prawego pomocnika. W reprezentacji Holandii rozegrał 2 mecze.

## Kariera klubowa
Karierę piłkarską Vink rozpoczął w amatorskich klubach TOS Actief i ADE. W 1988 roku został zawodnikiem Ajaksu Amsterdam. 31 sierpnia 1988 roku zadebiutował w Eredivisie w wygranym 2:1 domowym meczu ze Spartą Rotterdam i w debiucie strzelił swojego pierwszego ligowego gola. W zespole Ajaksu spędził 5 lat. W tym okresie wywalczył tytuł mistrza kraju w 1990 roku, Puchar Holandii w 1993 roku oraz Superpuchar Holandii w 1993 roku. W 1992 roku zdobył też Puchar UEFA - wystąpił w jednym z finałowych meczów tego pucharu z Torino FC.
W 1993 roku Vink przeszedł z Ajaksu do włoskiej Genoi, w której grał przez sezon z rodakiem Johnem van ’t Schipem. W 1994 roku wrócił do Holandii i przeszedł do PSV Eindhoven, w którym swój debiut zanotował 17 września 1994 w wygranym 4:0 domowym meczu z Dordrechtem i w debiucie zdobył gola. W zespole PSV spędził 5 lat. Z PSV wywalczył mistrzostwo Holandii w 1997 roku, puchar kraju w 1996 oraz dwa superpuchary (1997, 1998).
W 1999 roku Vink, nie mając miejsca w składzie PSV, odszedł do drugoligowego ADO Den Haag, w którym wystąpił 5 razy. Następnie przez rok pozostawał bez klubu i w 2001 roku trafił na sezon do południowoafrykańskiego Ajaksu Kapsztad. W 2002 roku zakończył karierę.
| Sezon   | Klub          | Kraj              | Rozgrywki             | Mecze | Bramki |
| ------- | ------------- | ----------------- | --------------------- | ----- | ------ |
| 1988/89 | AFC Ajax      | Holandia          | Eredivisie            | 2     | 1      |
| 1989/90 | AFC Ajax      | Holandia          | Eredivisie            | 29    | 2      |
| 1990/91 | AFC Ajax      | Holandia          | Eredivisie            | 27    | 1      |
| 1991/92 | AFC Ajax      | Holandia          | Eredivisie            | 26    | 1      |
| 1992/93 | AFC Ajax      | Holandia          | Eredivisie            | 32    | 8      |
| 1993/94 | Genoa CFC     | Włochy            | Serie A               | 13    | 2      |
| 1994/95 | PSV Eindhoven | Holandia          | Eredivisie            | 6     | 1      |
| 1995/96 | PSV Eindhoven | Holandia          | Eredivisie            | 22    | 2      |
| 1996/97 | PSV Eindhoven | Holandia          | Eredivisie            | 19    | 2      |
| 1997/98 | PSV Eindhoven | Holandia          | Eredivisie            | 1     | 0      |
| 1998/99 | PSV Eindhoven | Holandia          | Eredivisie            | 0     | 0      |
| 1999/00 | ADO Den Haag  | Holandia          | Eerste Divisie        | 5     | 0      |
| 2001/02 | Ajax Kapsztad | Południowa Afryka | Premier Soccer League | 13    | 1      |

## Kariera reprezentacyjna
W reprezentacji Holandii Vink zadebiutował 13 marca 1991 roku w wygranym 1:0 spotkaniu eliminacji do ME 1992 z Maltą. Zagrał także w innym meczu tych eliminacji, z Finlandią (2:0), który był jego drugim i ostatnim w kadrze narodowej.
| Mecze i gole w reprezentacji | Mecze i gole w reprezentacji | Mecze i gole w reprezentacji | Mecze i gole w reprezentacji | Mecze i gole w reprezentacji | Mecze i gole w reprezentacji | Mecze i gole w reprezentacji |
| #                            | Data                         | Stadion                      | Rywal                        | Wynik                        | Gol                          | Rozgrywki                    |
| 1991                         | 1991                         | 1991                         | 1991                         | 1991                         | 1991                         | 1991                         |
| ---------------------------- | ---------------------------- | ---------------------------- | ---------------------------- | ---------------------------- | ---------------------------- | ---------------------------- |
| 1.                           | 13.03.1991                   | Rotterdam, Holandia          | Malta                        | 1:0                          | 0                            | el. ME 1992                  |
| 2.                           | 17.04.1991                   | Rotterdam, Holandia          | Finlandia                    | 2:0                          | 0                            | el. ME 1992                  |